# Мисливий Сергій Анатолійович
Мисливий Сергій Анатолійович (нар. 21.09.1978) — українець, що перебуває в міжнародному розшуку Інтерполу за вчинені зрочини під час Революції гідності.

## Життєпис
Директор державного Ковальовського спиртового заводу, розташованого в Тупичеві Городнянського району на Чернігівщині, що належить Міністерству аграрної політики України.
Сергій — один з підозрюваних у переслідуванні тортурах та вбивстві під час Революції гідності. За даними слідства, вночі проти 21 січня 2014 він був одним із тих, хто з тітушками викрав Ігоря Луценка та Юрія Вербицького з Олександрівської лікарні Києва. Викрадених жорстоко катували, вивезли за місто й покинули у лісі. Вербицький від отриманих травм помер.
Працював із Олексієм Чеботарьовим. З квітня 2014 року переховувався між міжнародного розшуку, для чого 2015 року отримав паспорт на інше ім'я та вів прихований спосіб життя. Його було затримано 10 березня 2020, особу встановлено експертами НДІ спеціальною технікою та завдяки судовій експертизі СБУ. Йому інкримінується вбивство викраденого за попередньою змовою, тортури та викрадення людини.